# Função binária
Em matemática, uma função binária, ou função de duas variáveis, é uma função que possui duas entradas no lugar de apenas uma. Mais formalmente, considere três conjuntos, A, B e C. Uma regra que associe a um elemento a de A e um elemento b de B a um elemento c de C é chamada de função binária.

## Definição
Dados os conjuntos A, B, e C definimos uma função binária como:
{\displaystyle f:A\times B\rightarrow C\quad {\mbox{ tal que }}f(a,b)=c\quad a\in A\quad b\in B\quad c\in C}

## Exemplos
- Se Z é o conjunto dos inteiros, N+ é o conjunto dos Números naturais (exceto zero), a operação de divisão é uma função binária de Z x N+ nos racionais Q
- Uma operação binária é um caso especial de função binária onde A, B, C representam o mesmo conjunto.
- O produto escalar de dois vetores é uma função binária que associa a dois vetores em {\displaystyle \mathbb {R} ^{3}} um número real R